# Piotr Arkadievici Stolîpin

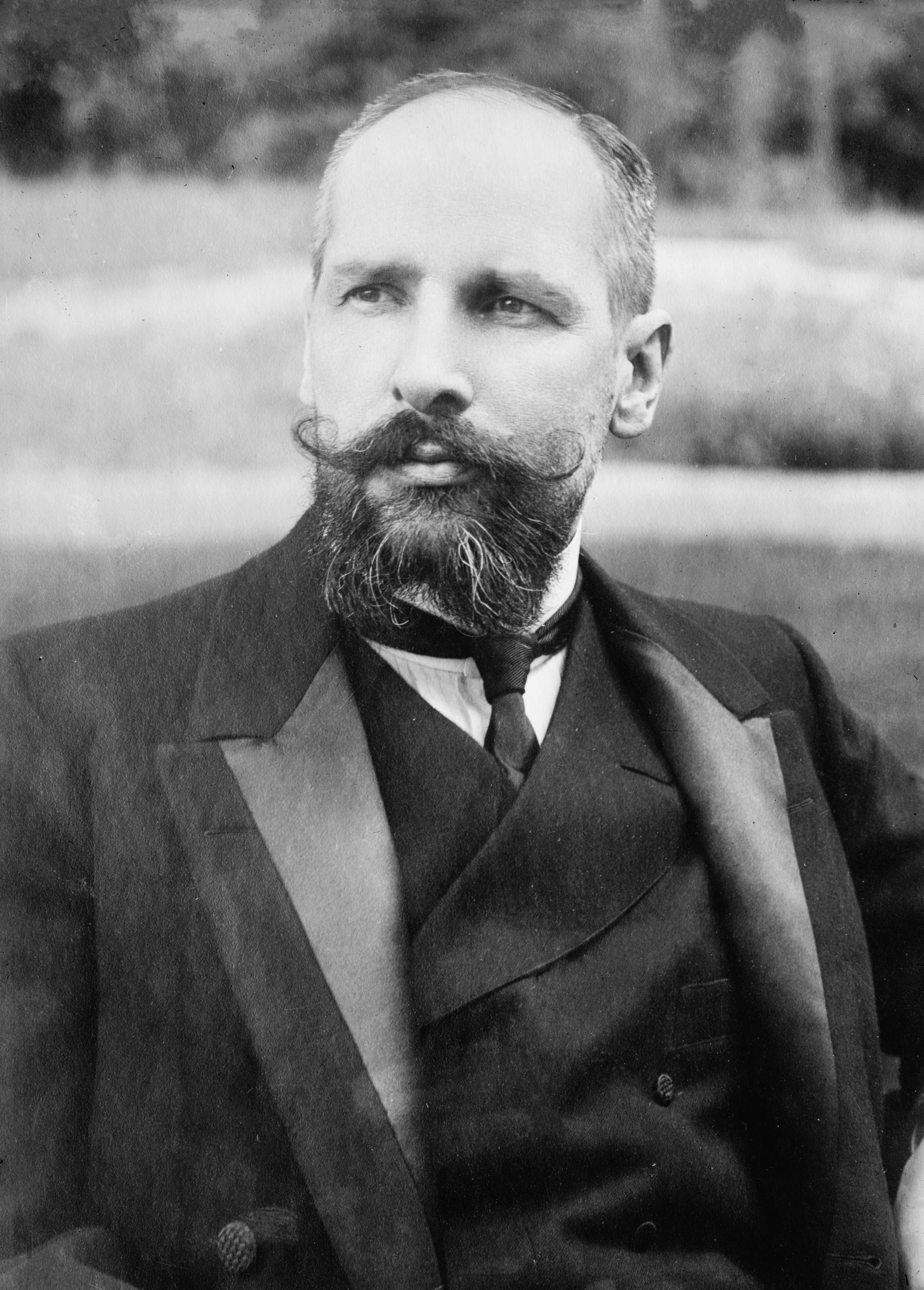
Piotr Stolîpin

Piotr Arkadievici Stolîpin (în rusă Пётр Арка́дьевич Столы́пин), n. 2 aprilie 1862 (S.N. 14 aprilie) la Dresda - d. 18 septembrie 1911 (S.V. 5 septembrie), Kiev) a fost un om de stat rus, ministru de interne și apoi președinte al Consiliului de Miniștri (prim-ministru) al guvernului țarului Nicolae al II-lea din 1906 până în 1911. El a devenit cunoscut pentru măsurile de mână forte prin care a încercat să reprime grupurile revoluționare, dar și pentru reforma lui agrară.
Stolîpin era membru al marii aristocrații ruse, înrudit pe linie paternă cu poetul Mihail Lermontov, iar pe cea maternă având rădăcini germane și fiind înrudit cu renumitul diplomat și ministru de externe al Rusiei, contele Alexandr Gorceakov. Născut la Dresda, în Germania, unde tatăl său a îndeplinit funcții diplomatice, el a avut parte de o educație aleasă și a fost funcționar în birocrația guvernamentală. Succesele lui l-au condus către prima funcție guvernamentală importantă, aceea de ministru de interne în guvernul lui Ivan Goremîkin. Doar câteva luni mai târziu, țarul Nicolae al II-lea l-a numit pe Stolîpin în funcția de Prim-ministru, înlocuindu-l pe Goremîkin.
Rusia anului 1906 era zguduită de mișcările revoluționare și de nemulțumirile populare. Organizațiile de stânga concepeau campanii împotriva autocrației având suport popular. În toată Rusia, oficiali ai poliției și membri ai birocrației guvernamentale erau asasinați. Pentru a răspunde acestor atacuri, Stolîpin a introdus un sistem de tribunale militare care judecau rapid rebelii acuzați. Dacă acuzații erau condamnați la moarte, așa cum se întâmpla deseori, sentința era dusă la îndeplinire într-o zi. Mii de radicali ruși au fost executați în perioada de funcționare a acestui sistem. De atunci, spânzurătoarea au fost poreclită cravata lui Stolîpin.
El a dizolvat prima Dumă pe 22 iulie (9 iulie stil vechi) 1906, cu care nu a putut coopera în special în problema reformei agricole. Stolîpin a sperat de asemenea să îndepărteze cauzele nemulțumirilor țărănești. Pentru asta, el a introdus importante reforme agrare. El a încercat, de asemenea, să îmbunătățească viața muncitorilor industriali și să crească puterea administrațiilor locale.
Opiniile despre politica lui Stolîpin sunt foarte diverse. În atmosfera de insubordonare de după Revoluția din 1905, el a trebuit să reprime revoltele violente și anarhia. Reforma sa agrară promitea mult. Spusele lui Stolîpin, și anume că "pariază pe cel puternic", au fost deseori interpretate cu reavoință. Stolîpin și colaboratorii lui, (printre care trebuie menționat în primul rând ministrul agriculturii Krivoșein), au încercat să dea o șansă cât mai multor țărani cu putință să scape de sărăcie prin încurajarea unificării petecelor de pământ împrăștiate, prin obținerea de facilități bancare, prin stimularea migrației din zonele suprapopulate către zonele cu pământuri virgine din Kazahstan și din sudul Siberiei.
Scopul lui Stolîpin era să creeze o pătură de țărani relativ avută, care să fie sprijinitori ai ordinii sociale. 
Lenin s-a temut că Stolîpin va reuși în cele din urmă să permită Rusiei țariste să evite o revoluție violentă.
Mulți lideri politici germani s-au temut că o transformare economică încununată de succes în Rusia va submina poziția dominantă a Germaniei în Europa de-a lungul unei singure generații. Unii istorici au cred că liderii Germaniei din 1914 au fost interesați să provoace Rusia țaristă să intre în război, pentru a o învinge înainte de a ajunge prea puternică. Pe de altă parte, țarul nu l-a sprijinit pe Stolîpin în mod necondiționat. De fapt, se crede că poziția lui Stolîpin la Curtea Imperială era deja serios deteriorată în momentul în care a căzut victimă a atentatului din 1911 și se suspectează rolul Ohranei, poliția secretă, în evenimentele care au dus la suprimarea sa fizică.
Reformele lui Stolîpin nu au supraviețuit vremurilor tulburi ale primului război mondial, Revoluției din Octombrie și Războiului civil.
Stolîpin a schimbat componența Dumei, în dorința de a o face mai receptivă la propunerile legislative guvernamentale. După dizolvarea celei de-a doua Dume din iunie 1907, el a schimbat proporția voturilor în favoarea nobililor și a celor bogați, reducând ponderea voturilor claselor de jos. Efectul acestei manevre a fost o a treia Dumă cu mai mulți membri conservatori, mai dornici de cooperare cu guvernul.
Pe 14 septembrie (1 septembrie stil vechi) 1911, Stolîpin, în timp ce urmărea o reprezentație la Opera din Kiev, a fost victima unei tentative de asasinat a unui socialist - revoluționar Dmitri Bogrov, despre care există suspiciuni și că avea în același timp legături cu poliția secretă Ohrana. A murit patru zile mai târziu.

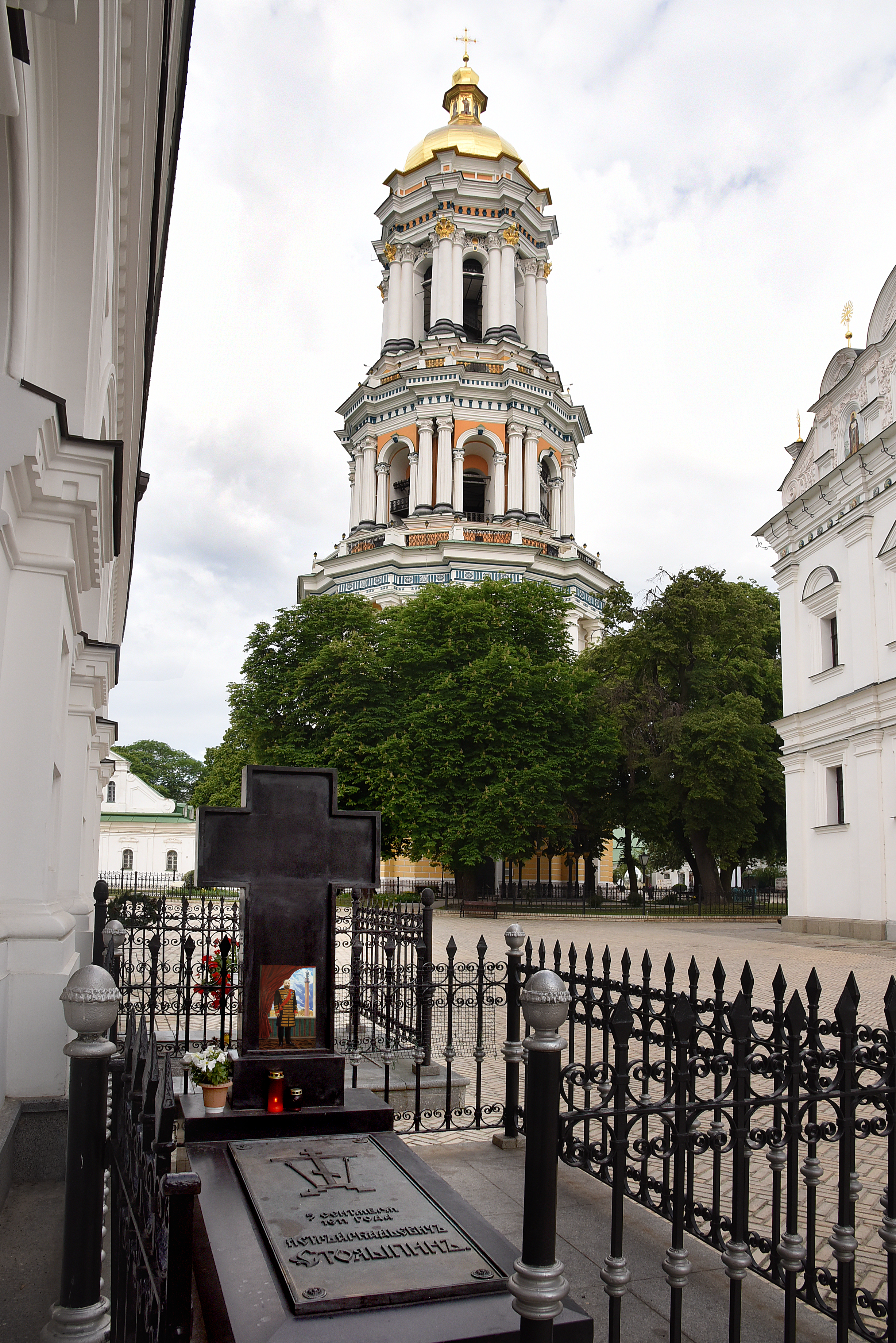
Mormântul lui Stolîpin în incinta Lavrei Pecerska din Kiev.

## Legături externe
- Asasinarea lui Stolîpin, omul care ar fi putut salva Rusia de bolșevism Arhivat în 27 decembrie 2012, la Wayback Machine., Andreea Lupșor, Historia